# Ormyrus vacciniicola
Ormyrus vacciniicola är en stekelart som beskrevs av William Harris Ashmead 1887. Ormyrus vacciniicola ingår i släktet Ormyrus och familjen kägelglanssteklar. Inga underarter finns listade i Catalogue of Life.